# Vergeletto
Vergeletto  är en ort i kommunen Onsernone i kantonen Ticino, Schweiz. 
Vergeletto var tidigare en självständig kommun, men 10 april 2016 gick Vergeletto och fyra andra kommuner ihop i kommunen Onsernone.